# 1860 en musique
| \| • Retour à la chronologie générale de la musique populaire • \| |
| XXIe siècle • XXe siècle • XIXe siècle • XVIIIe siècle XVIIe siècle • XVIe siècle • XVe siècle • XIVe siècle XIIIe siècle • XIIe siècle • XIe siècle • Xe siècle IXe siècle • VIIIe siècle • Haut Moyen Âge • Rome • Grèce |
| • Retour à la chronologie générale de la musique populaire • |

| • Retour à la chronologie générale de la musique populaire • |

| Années de la musique populaire : 1857 - 1858 - 1859 - 1860 - 1861 - 1862 - 1863    |
| Décennies de la musique populaire : 1830 - 1840 - 1850 - 1860 - 1870 - 1880 - 1890 |

## Événements et œuvres
- 9 avril : l'inventeur français Édouard-Léon Scott de Martinville enregistre sur son phonautographe dont il a déposé le brevet en 1857, la chanson populaire française Au clair de la lune ; en 2008, une équipe de chercheurs américains ayant retrouvé cet enregistrement parvient à en restituer dix secondes de son (c'est la plus ancienne trace du son d’une voix humaine qui ait été préservée, dix-sept ans avant le phonographe d’Edison).
- Kalinka (Калинка en cyrillique, « Petite baie (d'obier) »), chant russe devenu traditionnel,  écrit et composé par Ivan Larionov.
- Ouverture du café-concert parisien l'Alcazar d'été, créé par Arsène Goubert, déjà propriétaire de l'Alcazar d'hiver[1].
- Bayernhymne, musique de Konrad Max Kunz sur un texte de Michael Öchsner, qui deviendra hymne officiel de l'État de Bavière.
- Jean-Baptiste Weckerlin, Bergerettes, romances et chansons du XVIIIe siècle ... avec accompagnement de piano, Paris, Heugel.

- Date précise inconnue :
  - vers 1860 : Sebastián Iradier compose la chanson La Paloma au rythme de habanera.

## Naissances
- 12 mars : Salvatore Di Giacomo, poète et dramaturge italien, auteur de poésies en napolitain, un des créateurs de la chanson napolitaine, mort en 1934.
- 14 avril : Valentine Valti, chanteuse française de café-concert, morte en 1940.
- 19 avril : Gaston  Maquis, auteur-compositeur et chansonnier français, mort en 1908.
- 23 mai :  Sulbac, chansonnier français, mort en 1927.
- 14 août : Eugène Héros, auteur dramatique et chansonnier français, mort en 1925.
- 6 septembre : Charlus, chanteur de café-concert français, mort en 1951.

## Décès
- 14 avril : Gustave Leroy, chansonnier, compositeur et goguettier français, né en 1818.
- Date précise inconnue : 
  - Marion Dix Sullivan, compositrice américaine, auteure de chansons, née en 1802.